# رنگین‌تاب‌های نوک‌درشت
‌رنگین‌تاب‌های نوک‌درشت (نام علمی: Galbalcyrhynchus) نام یک سرده از تیره رنگین‌تاب است.

## گونه‌ها
- رنگین‌تاب گوش‌سفید (Galbalcyrhynchus leucotis)
- رنگین‌تاب بلوطی (Galbalcyrhynchus purusianus)